# Сизойка блакитна
Сизойка блакитна (Cyanocitta cristata) — вид птахів, що живе у східній частині Північної Америки, та споріднений з сизойкою чорноголовою, поширеною на решті території континенту.
Живе у листяних та хвойних лісах і є звичайним птахом населених людьми місць.
Забарвлення переважно блакитне, груди та живіт білі, на голові є блакитний чуб. Чорна смужка йде навколо шиї. Самці та самиці однакові на вигляд, протягом року вигляд оперення також незмінний.
Поживою блакитної сойки є горіхи, жолуді, ягоди, комахи та інші безхребетні. Добуває їжу на деревах і на землі, іноді ловить комах у повітрі. 
Доволі галасливі птахи, перегукуються між собою, також подають клич тривоги, на який реагують інші птахи та звірі. Активно відвідують годівнички, особливо полюбляють нечищений арахіс.